# Marian Daszyk
Marian Józef Daszyk (ur. 9 maja 1961 w Jurowcach) – polski polityk i samorządowiec, poseł na Sejm Rzeczypospolitej Polskiej V kadencji.

## Życiorys
Syn Stanisława i Kazimiery. Jest kawalerem. W 1981 ukończył Technikum Mechaniczne w Sanoku z tytułem technika mechanika o specjalności obróbka skrawaniem. W latach 1981–1985 pracował w Sanockich Zakładach Przemysłu Gumowego. Następnie do 1992 był mechanikiem w Przedsiębiorstwie Gospodarki Komunalnej. Należał do Ludowych Zespołów Sportowych.
Zaangażowany w działalność Akcji Katolickiej, zasiadał w radzie społecznej archidiecezji przemyskiej. W latach 1992–2005 pełnił funkcję sołtysa wsi Strachocina. W 1994 współtworzył i został prezesem Stowarzyszenia Sołtysów Gminy Sanok, w styczniu 2000 wybrany na prezesa zarządu gminnego Krajowego Stowarzyszenia Sołtysów. W kadencjach 1990–1994 i 1998–2002 zasiadał w radzie gminy Sanok (w 1998 został wybrany z listy Akcji Wyborczej Solidarność). W wyborach samorządowych 2002 został wybrany na radnego sejmiku podkarpackiego z ramienia LPR i pełnił mandat do 2005. Został również działaczem Polskiego Towarzystwa Gimnastycznego „Sokół” w Strachocinie.
W 1981 wstąpił do NSZZ „Solidarność”, kierował organizacją zakładową w PGK oraz zasiadał we władzach regionalnych związku. W wyborach parlamentarnych w 1993 bez powodzenia kandydował do Sejmu z listy Koalicji dla Rzeczypospolitej. W latach 1993–1997 należał do Ruchu Odbudowy Polski, został przewodniczącym powołanego w styczniu 1996 Ogniwa Sanok ROP. W 2001 współtworzył Ligę Polskich Rodzin.
W 2005 z ramienia LPR został wybrany na posła V kadencji, otrzymując 8276 głosów w okręgu krośnieńskim. Zasiadał w Komisji Rolnictwa i Rozwoju Wsi oraz w Komisji Kultury Fizycznej i Sportu. Wkrótce po rozpoczęciu kadencji razem z Zygmuntem Wrzodakiem na skutek konfliktu z Romanem Giertychem odszedł z klubu parlamentarnego i partii. Działał następnie w istniejącej od 2005 do 2006 partii Forum Polskie. Należał do powołanego w maju 2006 Narodowego Koła Parlamentarnego, następnie wraz z pozostałymi posłami tego koła we wrześniu 2006 przystąpił do klubu parlamentarnego Ruch Ludowo-Narodowy, który wkrótce opuścił. W 2007 został członkiem nowej partii katolicko-narodowej o nazwie Narodowy Kongres Polski.
W przedterminowych wyborach parlamentarnych w 2007 bez powodzenia ubiegał się o reelekcję z listy Samoobrony RP (w ramach porozumienia tej partii z Narodowym Kongresem Polskim; otrzymał 872 głosy). W wyborach samorządowych w 2010 również bezskutecznie kandydował na wójta gminy Sanok z ramienia lokalnego komitetu wyborczego wyborców (zdobył 22,12% głosów). W tym samym roku NKP został wyrejestrowany. Marian Daszyk został później doradcą Stronnictwa Ludowego „Ojcowizna” RP oraz przewodniczącym Ogólnopolskiego Komitetu Obrony Mieszkańców przed Budową Elektrowni Wiatrowych. W 2016 zasiadł w radzie krajowej partii Jedność Narodu, którą wyrejestrowano w 2017.
W 2017 otrzymał złotą odznakę honorową Towarzystwa Gimnastycznego „Sokół” w Sanoku.